# Stara Synagoga w Wieleniu
Stara Synagoga w Wieleniu – zbudowana w 1785 roku, najprawdopodobniej na miejscu pierwszej wieleńskiej bożnicy. Spłonęła w 1785 roku, kilka miesięcy po zbudowaniu. Na jej miejscu  w 1787 roku wybudowano nową synagogę.